# Biblioteka Publiczna im. Stanisława Wyspiańskiego w Leżajsku
Biblioteka Publiczna im. Stanisława Wyspiańskiego w Leżajsku – samorządowa instytucja kultury o charakterze publicznym, działająca na terenie Leżajska, w ramach Miejskiego Centrum Kultury. Mieści się w zabytkowym budynku Towarzystwa Oświatowego "Proświta" z 1913 roku przy ul. Jarosławskiej 1.
Już w II poł. XIX i na początku XX w. w Leżajsku działały m.in. Czytelnia Ludowa, dwa towarzystwa kasynowe – inteligencji i miejskie, Towarzystwo Oświaty Ludowej, Polskie Towarzystwo Gimnastyczne "Sokół", Towarzystwo "Proświta" i biblioteka żydowska. Pierwsza biblioteka publiczna powstała w 1910. 3 maja 1947 otwarto Miejską Bibliotekę Powszechną. W 1956 powstała Powiatowa i Miejska Biblioteka Publiczna z siedzibą przy ul. Jarosławskiej, gdzie mieści się do dziś. 1 października 2000, na mocy uchwały Rady Miasta Leżajska z dnia 26 czerwca 2000 r., nastąpiło połączenie dwóch instytucji kultury miasta: Miejskiej Biblioteki Publicznej i Miejskiego Domu Kultury w jedną o nazwie: Miejskie Centrum Kultury w Leżajsku. 30 października 2007, uchwałą Rady Miasta Leżajska, nadano Bibliotece Publicznej imię Stanisława Wyspiańskiego, a w maju 2008 otrzymała odznakę honorową „ZASŁUŻONY DLA MIASTA LEŻAJSKA”. Obecnie Biblioteka posiada 2 filie a księgozbiór biblioteki liczy blisko 75 tys. woluminów.